# Akdaz
Akdaz (arab. اكدز, fr. Agdz) – miasto, zamieszkane przez ok. 9150 osób, w Maroku, w regionie Sus-Masa-Dara. Leży w dolinie Wadi Dara, ok. 70 km na południowy wschód od Warzazatu, w obszarze oaz południowego Maroka, u podnóży Dżabal Kisan. Akdaz jest węzłem komunikacyjnym i ośrodkiem handlowym.